# کتاب‌شناسی ابن ربن طبری

تصویری فرضی از «ابن ربن» برروی جلد کتاب «فردوس الحکمة»، چاپ دانشگاه لکهنؤ

ابوالحسن علی بن سهل رَبَّن الطبری یا به اختصار، اِبْنِ رَبَّن دانشمند و طبیب مسلمان در قرن سوم ه‍. ق، کاشف مسری بودن سل ریوی و به روایتی استاد زکریای رازی بوده‌است. برخی وی را به‌همراه زکریای رازی، ابن سینا و مجوسی یکی از ارکان اربعهٔ طب اسلامی دانسته‌اند؛ گرچه برخی نیز با این نظر مخالفند. از آثاری که به او نسبت داده شده‌است تعداد کمی در دسترس هستند که مهم‌ترین آنها فردوس الحکمة است.

## نویسنده
تواریخ تولد و درگذشت ابن ربن به درستی معلوم نیستند؛ اما قدر مسلم اینکه او در میانه‌های قرن دوم هجری متولد شد و تا میانه‌های قرن سوم زندگی کرد. او به خاطر نوشته‌هایش در زمینهٔ طب و نگاشتن دو اثر که در آنها از ضعف دین سابقش و حقانیت دین جدیدش صحبت کرده، مشهور است.
به گفتهٔ فرخنده‌زاده، ابن ربن طبیبی تعلیم‌دیده بود و نظریاتش بر مبنای نظریات اطبای یونانی، جندی‌شاپوری و هندی بود. به باور انزابی‌نژاد در دائرةالمعارف بزرگ اسلامی می‌شود ابن ربن را در کنار رازی، مجوسی و ابن سینا در زمرهٔ چهار طبیب بزرگ مسلمان قرار داد؛ حسین اسلامی ساروی، مورخ، نیز می‌نویسد که فردوس الحکمة یک «رکن» از «ارکان اربعهٔ طب اسلامی» است. ولی در مقابل کرامتی در دانشنامهٔ ایران‌زمین به نقل از ادوارد براون و ماکس مایرهوف می‌نویسد که آثار ابن ربن ارزش زیادی ندارد و با رازی، مجوسی یا ابن سینا قابل مقایسه نیست. ابن ربن در تألیف این کتاب از نظرات جندی‌شاپور بقراط، جالینوس، ارسطو، ابن ماسویه، حنین بن اسحاق و رسالات هندی و دیگر آثار استفاده کرده‌است. ابن ربن به‌طور کلی از پزشکان و فلاسفه یونانی مانند ارسطو، اسکندر افرودیسی، بقراط و جالینوس بسیار نقل قول می‌کرد.
۱۲ اثر به ابن ربن نسبت داده شده‌است که امروزه تعداد کمی از آنها در دسترس هستند.

## فهرست
| نام اثر                | موضوع و مطالب                                      | تقسیم‌بندی          | چاپ‌ها                            | سایر اطلاعات | منبع          |
| ---------------------- | -------------------------------------------------- | ------------------ | -------------------------------- | --- | ------------- |
| فردوس الحکمة           | طب: دائرةالمعارفی با موضوع طب                      | ۳۰ مقاله و ۳۶۰ باب | ۱۹۲۸ برلین ۱۹۷۰ بیروت ۲۰۰۲ بیروت | ابن ربن این کتاب را در سومین سال خلافت متوکل نوشت. عده‌ای از محققان این کتاب را یک رکن از ارکان اربعه طب اسلامی می‌دانند و عده‌ای نیز با این نظر مخالفند. | [ ۱۲ ] [ ۱۳ ] |
| الدین و الدولة         | مذهبی: حقانیت اسلام و برتری‌هایش نسبت به سایر ادیان | ۱۰ باب             | ۱۹۲۲ ؟ ۱۹۷۰ بیروت                | | [ ۱۴ ] [ ۱۵ ] |
| الرد علی اصناف النصاری |                                                    | —                  |                                  | ابن ربن در الدین و الدولة از این کتاب نام برده‌است. | [ ۱۶ ]        |
| کتاب فی الحجامة        | پزشکی                                              | —                  |                                  | | [ ۱۷ ]        |